# Liber Floridus

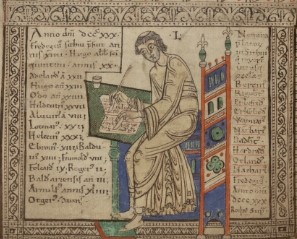
Lambert excribiendo la obra. Extracto del manuscrito Liber Floridus. Conservado en la Biblioteca de la Universidad de Gante.

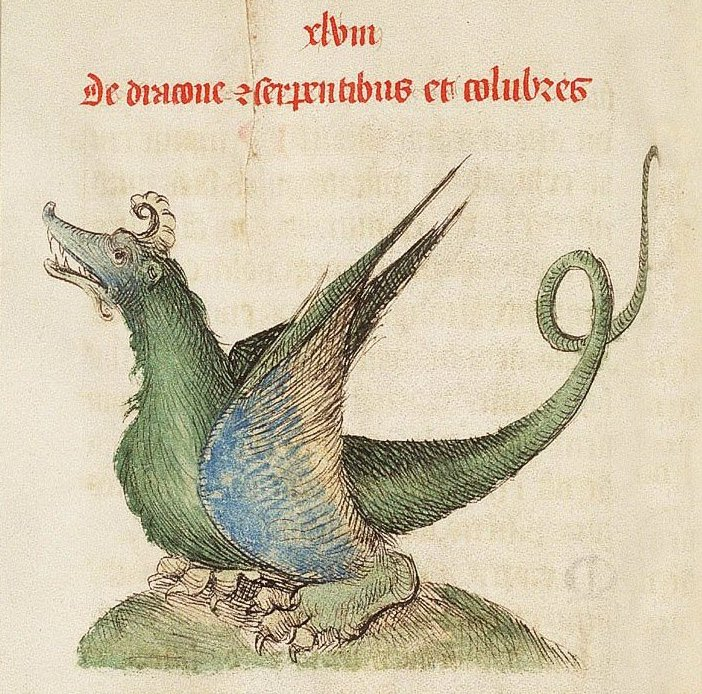
Lambert, canónigo de San Omer, Liber Floridus (Lille y Ninove, 1460).

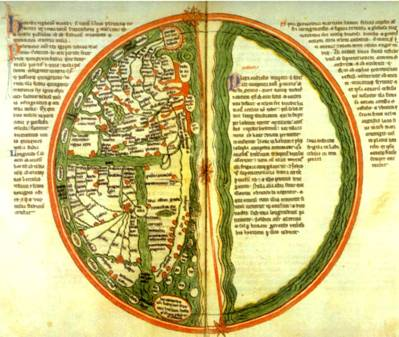
Mapa mundial del.

Liber Floridus (en español, Libro de las flores) es una enciclopedia medieval que fue compilada entre 1090 y 1120 por Lambert, canónigo de Saint-Omer. El texto recopila extractos de unas 192 obras diferentes.
La enciclopedia medieval de Lambert contiene una historia universal, con un registro cronológico de eventos hasta el año 1119. Se trata de temas bíblicos, astronómicos, geográficos, filosóficos y de historia natural. Lambert escribió Liber Floridus originalmente en latín, y luego fue traducido al francés como Le Livre fleurissant en fleurs. Una descripción detallada se encuentra en la Historia comitum Normannorum, comitum Flandriae.
El Liber Floridus fue la primera de las enciclopedias de la Alta Edad Media que poco a poco sustituyó a la obra de Isidoro de Sevilla. El manuscrito original, terminado en 1120 y dedicado a San Omer por Lambert, se ha conservado en la Biblioteca de la Universidad de Gante, aunque su última parte no ha sobrevivido. Una copia se encuentra en la Biblioteca Nacional de Francia, en París. También hay una copia en Bibliotheca Augusta, Wolfenbüttel, Alemania.  Puede haber hasta seis copias manuscritas adicionales existentes, que datan de los siglos XII al XVI, producidos en Francia o Flandes. Liber Floridus tiene la reputación de ser una de las enciclopedias más famosas de la Edad Media.
Liber Floridus incluye varios mapas, entre los que se encuentra un mapamundi. El manuscrito de Gante, que es la más antigua de las copias conocidas y data de antes de 1125, incluye un mapa de partes de Europa y dos dibujos de zonas climáticas basados en el modelo Macrobio como un intento de hacer un mapa mundial completo. Las partes del boceto del mapa europeo muestran representaciones interesantes y extrañas. Se cree que Lambert realizó personalmente este manuscrito y los mapas asociados.
Las copias de Wolfenbüttel y París con su mapamundi europeo datan de alrededor de 1150. Los historiadores no creen que estas fueran hechas por Lambert. R. Uhden señala que el mapa del mundo en la copia de Wolfenbüttel tiene una leyenda que dice que la fuente original era de Marciano Capella (fl. 410). Esta referencia ha sido respaldada por información encontrada en varias otras inscripciones en el mapa que son pasajes del Satyricon de Marciano, también conocido como De Nuptiis Philologiae et Mercurii.
Lambert recopiló su material de fuentes como las Etimologías de Isidoro, la Historia Brittonum y la crónica de la cruzada de Bartolf de Nangis. Lambert menciona con frecuencia a los cruzados de Saint-Omer y otros lugares, a quienes presumiblemente conoció cuando regresaron al hogar. En 1968 Albert Derolez publicó una copia del manuscrito de Gante, con introducciones históricas y paleográficas. Incluía varias fotografías de las páginas del manuscrito original.
El Liber a veces se ha atribuido incorrectamente a Lambert de San Bertin, un monje de la abadía de San Bertin. El compilador del Liber era canónigo de la cercana iglesia de Nuestra Señora de Saint-Omer. Su padre, Onulfus, también había sido canónigo en la misma iglesia.
|                                              |
| Representación de la Bestia del Apocalipsis. |

|                                                                                 |
| Escaneo de la página B, tres espíritus inmundos, una bestia y un falso profeta. |

|                                             |
| Escaneo de la página C, «Plantas y flores». |

|                                                 |
| Liber Floridus explica cómo terminará el mundo. |